# کامپیوتر اند ویدئو گیمز
کامپیوتر اند ویدئو گیمز (به انگلیسی: Computer and Video Games) (به‌طور مخفف CVG یا C+VG) یک مجله بازی‌های ویدئویی بریتانیایی است که برای نخستین بار در نوامبر ۱۹۸۱ منتشر و روند انتشار آن، به شکل ماهانه تاکنون ادامه داشته‌است.

نقد و بررسی بازی‌های قدیمی و جدید، امتیازدهی به بازی‌ها، معرفی شرکت‌های بازی‌سازی جهان، معرفی رمز و کد و استراتژی بازی‌ها از مطالب و بخش‌های این مجله بازی بریتانیایی است.